# Miss Conception
Miss Conception (Brasil: Procura-se um Marido / Portugal: Miss Concepção [carece de fontes?] é um filme teuto-britânico-estadunidense de 2008, do gênero comédia romântica, dirigido por Eric Styles.

## Sinopse
Georgina é uma bela jovem de 33 anos, que tem uma carreira promissora, mas descobre que tem menopausa precoce: é algo comum em sua família e ela tem apenas um mês para engravidar. Georgina está ansiosa para ter um filho, o problema é que seu namorado não quer ter filhos de jeito nenhum, então ela manda seu parceiro embora quando fica óbvio que ele não compartilha seus desejos maternais. Ela só conta com a ajuda de uma fiel e otimista amiga, que promete encontrar o pai ideal para a criança antes que o prazo acabe: então ela entra em uma busca frenética e desastrada atrás do pai de seu futuro filho.

## Elenco
- Heather Graham ... Georgina Salt
- Mia Kirshner ... Clem
- Tom Ellis ... Zak
- Will Mellor ... Brian
- Orlando Seale ... Justin
- Ruta Gedmintas ... Alexandra
- Nicholas Le Prevost ... Dr. Dupompe
- Jeremy Sheffield ... James
- Cathal Sheahan ... Malcolm
- Vivienne Moore ... Mrs. Salt
- Maria Watton-Graham ... Rebecca
- Debbie Javor ... Dalia
- Charlie Kranz ... Bob Tushy

## Recepção
No site agregador de críticas Rotten Tomatoes, 8% das 12 resenhas dos críticos são positivas.